# Club Hoquei Castellet
El Club Hoquei Castellet és un club d'hoquei sobre patins de Sant Vicenç de Castellet, al Bages, fundat l'any 1982.
Creat el 22 de juny del 1982 amb la constitució de la seva primera Junta Directiva esdevingué el primer club d'hoquei del Bages. El club començà la temporada 1982/1983 amb un equip juvenil i un d'infantil i a la temporada 2012/2013 ja tenia 11 equips federats i una escola de patinatge. L'abril de 2015, l'equip sènior masculí assolí matemàticament l'ascens a Primera Catalana després d'un empat a Vilanova i la Geltrú, La fita s'aconseguí després de mantenir un bon nivell durant tota la temporada, encadenant victòries tant a domicili com a pista contrària. No obstant això, l'equip tornà a descendir i no fou fins a la temporada 2018/19 que no assolí de nou l'ascens a Primera Catalana.